# Denel AH-2 Rooivalk
Denel AH-2 Rooivalk (африк. Пустельга) — южноафриканский ударный вертолёт, производства Denel Aerospace Systems, отделения Denel Ltd.
Вертолёт предназначен для уничтожения живой силы и техники противника, нанесения ударов по наземным целям, воздушной поддержки и сопровождения, а также для воздушной разведки и действий против партизан.
Экипаж вертолёта — два человека: лётчик и оператор систем вооружения.

## Тактико-технические характеристики
Приведенные характеристики соответствуют модификации AH-2A.
Источник данных: Jane's, 2004.

Технические характеристики
- Экипаж: 2 (пилот и оператор вооружения)
- Длина: 18,73 м
- Длина фюзеляжа: 16,39 м (без пушки)
- Диаметр несущего винта: 15,58 м
- Диаметр рулевого винта: 6,355 м
- Размах крыла: 3,2 м
- Максимальная ширина фюзеляжа: 1,28 м
- Высота: 5,185 м
- Площадь, ометаемая несущим винтом: 190,6 м²
- База шасси: 11,77 м
- Колея шасси: 2,78 м
- Масса пустого: 5730 кг
- Нормальная взлётная масса: 7500 кг
- Максимальная взлётная масса: 8750 кг
- Масса топлива во внутренних баках: 1469 кг
- Объём топливных баков: 1854 л (+2 × 750 л ПТБ)
- Силовая установка: 2 × турбовальных Turbomeca Makila 1K2
- Мощность двигателей: 2 × 1845 л. с. (2 × 1376 кВт (взлётная))

Лётные характеристики
- Максимально допустимая скорость: 309 км/ч
- Максимальная скорость: 278 км/ч
- Максимальная боковая скорость: 93 км/ч
- Практическая дальность: (при максимальном внутреннем запасе топлива)
  -     - у земли: 704 км
    - на высоте 1525 м при + 27°C: 940 км

  - Продолжительность полёта:
    - у земли: 3 ч 36 мин
    - на высоте 1525 м при + 27°C: 4 ч 55 мин
- Перегоночная дальность: (при максимальном взлётной массе с ПТБ)
  -     - у земли: 1260 км
    - на высоте 1525 м при + 27°C: 1335 км

  - Продолжительность полёта:
    - у земли: 6 ч 52 мин
    - на высоте 1525 м при + 27°C: 7 ч 22 мин
- Практический потолок: 6100 м
- Статический потолок:  
  - с использованием эффекта земли: 5850 м
  - без использования эффекта земли: 5455 м
- Скороподъёмность: 13,3 м/с
- Нагрузка на диск: 45,9 кг/м² (при максимальной взлётной массе)
- Тяговооружённость: 256 Вт/кг (на трансмиссию при максимальной взлётной массе)
- Максимальная эксплуатационная перегрузка: +2,6/-0,5 g

Вооружение
- Стрелково-пушечное: 1 × 20-мм пушка F2 с 700 снарядами (20×139 мм)
- Точки подвески: 6
- Боевая нагрузка:  
  - при максимальном внутреннем запасе топлива: 1563 кг
  - с 1000 кг топлива: 2032 кг
- Управляемые ракеты:  
  - ракеты «воздух-земля»: 8 или 16 × Mokopa ZT-6[англ.]
  - ракеты «воздух-воздух»: 4 × Mistral
- Неуправляемые ракеты: 38 или 76 × 70 мм ракеты FFAR

## Боевое применение
Три Denel Rooivalk были направлены в конце октября 2013 года в состав контингента сил ООН по стабилизации в ДРК (MONUSCO), и 4 ноября совершили первые в истории Rooivalk боевые вылеты, нанеся удар 70-мм неуправляемыми ракетами FZ90 по укрепленным позициям конголезской повстанческой группировки М23 в горном районе Шанзу близ границы ДРК и Руанды в партнерстве с Ми-24 из состава украинского контингента миссии ООН.

## На вооружении
ЮАР — 11 Denel AH-2 Rooivalk состоят на вооружении 16-й отдельной вертолётной эскадрильи ВВС ЮАР (5 из которых модернизированы до уровня Block 1F и еще 6 модернизированных вертолётов поступят на вооружение в июне 2012 года), по состоянию на 2012 год. Один из двенадцати выпущенных вертолётов был списан после аварии.